# Mormugao
Mormugao (portugais : Mormugão) est une localité du district de Goa Sud, dans l'État de Goa, en Inde. On y trouve le principal port maritime de l'État. Elle est située à une altitude moyenne de 1 à 2 mètres. En 2001, elle compte 97 085 habitants.

## Histoire
Les Portugais colonisent une partie du Goa au XVIe siècle. En 1624, ils commencent à construire les environs du port.

## Dans la culture populaire
L'endroit est présenté dans les films Le Commando de Sa Majesté (1980) et Bhoothnath.